# 「君の名は。」オーケストラコンサート
『「君の名は。」オーケストラコンサート』（きみのなは オーケストラコンサート）は、RADWIMPSと東京フィルハーモニー交響楽団によるコンサートおよびその模様を収録した映像作品。映像作品（DVDおよびBlu-ray）は2018年4月18日にリリースされた。

## 概要
2017年12月4日・5日に東京国際フォーラム・ホールAにて開催された本コンサートは、映画『君の名は。』の全編の音楽を担当したロックバンド・RADWIMPSが東京フィルハーモニー交響楽団と共に本編映像に合わせて劇中歌を演奏するというものであった。
映像作品は2018年4月18日に東宝より発売された。2日目（12月5日）の模様が全編にわたり収録されている。本作には特典として、リハーサルやバックステージの模様を収めたドキュメンタリー映像やアンコール映像が収録されるほか、ステージ写真を収めたブックレット、『前前前世（movie edit.）』のフルスコアが封入される。

## 収録曲
| #   | タイトル                          | 作詞 | 作曲・編曲 |
| --- | --------------------------------- | ---- | ---------- |
| 1.  | 「チューニング」                  |      |            |
| 2.  | 「夢灯籠」                        |      |            |
| 3.  | 「三葉の通学」                    |      |            |
| 4.  | 「糸守高校」                      |      |            |
| 5.  | 「はじめての、東京」              |      |            |
| 6.  | 「憧れカフェ」                    |      |            |
| 7.  | 「奥寺先輩のテーマ」              |      |            |
| 8.  | 「ふたりの異変」                  |      |            |
| 9.  | 「前前前世（movie edit.）」       |      |            |
| 10. | 「御神体」                        |      |            |
| 11. | 「デート」                        |      |            |
| 12. | 「秋祭り」                        |      |            |
| 13. | 「記憶を呼び起こす瀧」            |      |            |
| 14. | 「飛騨探訪」                      |      |            |
| 15. | 「消えた町」                      |      |            |
| 16. | 「図書館」                        |      |            |
| 17. | 「旅館の夜」                      |      |            |
| 18. | 「御神体へ再び」                  |      |            |
| 19. | 「口噛み酒トリップ」              |      |            |
| 20. | 「作戦会議」                      |      |            |
| 21. | 「町長説得」                      |      |            |
| 22. | 「三葉のテーマ」                  |      |            |
| 23. | 「見えないふたり」                |      |            |
| 24. | 「かたわれ時」                    |      |            |
| 25. | 「スパークル（movie ver.）」      |      |            |
| 26. | 「デート2」                       |      |            |
| 27. | 「なんでもないや（movie edit.）」 |      |            |
| 28. | 「なんでもないや（movie ver.）」  |      |            |
| 29. | 「前前前世（movie ver.）」        |      |            |
| 30. | 「エンディング」                  |      |            |

## キャスト
- 出演：RADWIMPS
- 指揮：栗田博文
- 演奏：東京フィルハーモニー交響楽団
- オーケストラアレンジ : 徳澤青弦